# آلیس بلوم
آلیس بلوم (به هلندی: Alice Blom) متولد (۷ آوریل ۱۹۸۰) بازیکن والیبال تیم ملی والیبال زنان هلند است.
او به همراه تیم ملی هلند مدال طلا مسابقات جایزه بزرگ والیبال را در سال ۲۰۰۷ به دست آورد.

## دست آوردها
- جام پیمونته زنان در سال ۲۰۱۰